# Parcelacja (Uściszowice)
Parcelacja – część wsi Uściszowice w Polsce położona w województwie świętokrzyskim, w powiecie kazimierskim, w gminie Bejsce.

W latach 1975–1998 Parcelacja należała administracyjnie do województwa kieleckiego.